# Barrouxia belostomatis
Barrouxia belostomatis – gatunek pasożytniczych pierwotniaków należący do rodziny Eimeriidae z podtypu Apicomplexa, które kiedyś były klasyfikowane jako protista. Występuje jako pasożyt tylko u bezkręgowców. B. belostomatis cechuje się oocystami z wieloma sporocystami. Z kolei każda sporocysta zawiera 1 sporozoit.
Obecność tego pasożyta stwierdzono u Belostoma horvathi, Belostoma plebejum.